# ستيوارت وير
ستيوارت وير (بالإنجليزية: Stuart Weir)‏ هو صحفي بريطاني، ولد في 13 أكتوبر 1938.